# Moniquirá (ort)
Moniquirá är en ort i Colombia.   Den ligger i departementet Boyacá, i den centrala delen av landet, 150 km norr om huvudstaden Bogotá. Moniquirá ligger 1 671 meter över havet och antalet invånare är 9 785.
Terrängen runt Moniquirá är kuperad. Runt Moniquirá är det ganska tätbefolkat, med 116 invånare per kvadratkilometer. Närmaste större samhälle är Barbosa, 7,7 km nordväst om Moniquirá. Omgivningarna runt Moniquirá är en mosaik av jordbruksmark och naturlig växtlighet.